# Viking Award
Viking Award är en utmärkelse som går till den som anses ha varit säsongens bäste svenske ishockeyspelare i Nordamerika och röstas fram av spelarna själva.
Den som tilldelats priset flest gånger är Mats Sundin med fyra segrar, följd av Börje Salming, Peter Forsberg, Markus Näslund, Henrik Zetterberg och Erik Karlsson med tre segrar vardera.

## Pristagare
- 1975/1976 Börje Salming (Toronto Maple Leafs)
- 1976/1977 Börje Salming (Toronto Maple Leafs)
- 1977/1978 Ulf Nilsson (Winnipeg Jets, WHA)
- 1978/1979 Börje Salming (Toronto Maple Leafs)
- 1979/1980 Anders Hedberg (New York Rangers)
- 1980/1981 Kent Nilsson (Calgary Flames)
- 1981/1982 Thomas Gradin (Vancouver Canucks)
- 1982/1983 Pelle Lindbergh (Philadelphia Flyers)
- 1983/1984 Patrik Sundström (Vancouver Canucks)
- 1984/1985 Mats Näslund (Montreal Canadiens)
- 1985/1986 Mats Näslund (Montreal Canadiens)
- 1986/1987 Tomas Sandström (New York Rangers)
- 1987/1988 Håkan Loob (Calgary Flames)
- 1988/1989 Patrik Sundström (New Jersey Devils)
- 1989/1990 Thomas Steen (Winnipeg Jets)
- 1990/1991 Tomas Sandström (Los Angeles Kings)
- 1991/1992 Calle Johansson (Washington Capitals)
- 1992/1993 Mats Sundin (Quebec Nordiques)
- 1993/1994 Mats Sundin (Quebec Nordiques)
- 1994/1995 Mikael Renberg (Philadelphia Flyers)
- 1995/1996 Peter Forsberg (Colorado Avalanche)
- 1996/1997 Mats Sundin (Toronto Maple Leafs)
- 1997/1998 Peter Forsberg (Colorado Avalanche)
- 1998/1999 Peter Forsberg (Colorado Avalanche)
- 1999/2000 Nicklas Lidström (Detroit Red Wings)
- 2000/2001 Markus Näslund (Vancouver Canucks)
- 2001/2002 Mats Sundin (Toronto Maple Leafs)
- 2002/2003 Markus Näslund (Vancouver Canucks)
- 2003/2004 Markus Näslund (Vancouver Canucks)
- 2004/2005 Inget pris delades ut då NHL-säsongen ställdes in på grund av arbetsmarknadskonflikt
- 2005/2006 Nicklas Lidström (Detroit Red Wings)
- 2006/2007 Henrik Zetterberg (Detroit Red Wings)
- 2007/2008 Henrik Zetterberg (Detroit Red Wings)[1]
- 2008/2009 Nicklas Bäckström (Washington Capitals)[1]
- 2009/2010 Henrik Sedin (Vancouver Canucks)[1]
- 2010/2011 Daniel Sedin (Vancouver Canucks)[2]
- 2011/2012 Erik Karlsson (Ottawa Senators)[3]
- 2012/2013 Henrik Zetterberg (Detroit Red Wings)[4]
- 2013/2014 Alexander Steen (St. Louis Blues)[5]
- 2014/2015 Nicklas Bäckström (Washington Capitals) [6]
- 2015/2016 Erik Karlsson (Ottawa Senators)[7]
- 2016/2017 Erik Karlsson (Ottawa Senators) [8]
- 2017/2018 William Karlsson (Vegas Golden Knights) [9]
- 2018/2019 Elias Lindholm (Calgary Flames) [10]
- 2019/2020 Inget pris delades ut på grund av coronapandemin[11]
- 2020/2021 Priset ej utdelat till dags dato[12]